# Rimbaud (album)
Rimbaud je studiové album amerického multiinstrumentalisty a hudebního skladatele Johna Zorna. Album vyšlo v srpnu 2012 u vydavatelství Tzadik Records pod katalogovým číslem 8301. Jde o jeho páté studiové album vydané v tomto roce. Je inspirováno francouzským básníkem Arthurem Rimbaudem.

## Seznam skladeb
Všechny skladby napsal(i) John Zorn. 
| Pořadí         | Název            | Délka |
| -------------- | ---------------- | ----- |
| 1.             | Bateau Ivre      | 11:01 |
| 2.             | A Season in Hell | 12:21 |
| 3.             | Illuminations    | 11:38 |
| 4.             | Conneries        | 12:20 |
| Celková délka: | Celková délka:   | 47:20 |

## Obsazení
- John Zorn – altsaxofon, klavír, varhany, kytara, bicí, samply, elektronické efekty
- Trevor Dunn – baskytara
- Brad Lubman – dirigent
- Ikue Mori – laptop, elektronické efekty
- Kenny Wollesen – bicí
- Mathieu Amalric – hlas
- Steve Beck – klavír
- Erik Carlson – housle
- Stephen Gosling – klavír
- Chris Gross – violoncello
- Al Lipowski – vibrafon
- Rane Moore – klarinet
- Tara O'Connor – flétna
- Elizabeth Weisser – viola